# Monstres et Cie : Atelier de jeux
Pour les autres jeux vidéos, voir Monstres et Cie (jeu vidéo) et Monstres et Cie : L'Île de l'épouvante.
Monstres et Cie : Atelier de jeux (Monsters, Inc. Scream Team Training) est un jeu vidéo ludo-éducatif sorti en mars 2004 sur Windows et Mac. Le jeu a été édité par Disney Interactive et est basé sur le film d'animation Monstres et Cie de la même société.